# Tennessee Titans 2000
La stagione 2000 dei Tennessee Titans è stata la 31ª della franchigia nella National Football League, la 41ª complessiva  
Il record di 13-3 di Tennessee nel 2000 fu il migliore della NFL, facendo guadagnare ai Titans la possibilità di saltare il primo turno di playoff e il vantaggio del fattore campo. Nella prima gara dei playoff la squadra fu però subito eliminata dai Baltimore Ravens futuri vincitori del Super Bowl, malgrado avere guadagnato 317 yard contro le 134 degli avversari.

## Scelte nel Draft 2000
| Draft dei Titans nel 2000 |                  |               |                   |
| Giro (Scelta)             | Giocatore        | Ruolo         | College           |
| 1 (30)                    | Keith Bulluck    | Linebacker    | Syracuse          |
| 3 (68)                    | Erron Kinney     | Tight End     | Florida           |
| 3 (93)                    | Byron Frisch     | Defensive End | BYU               |
| 4 (124)                   | Bobby Myers      | Safety        | Wisconsin         |
| 4 (128)                   | Peter Sirmon     | Linebacker    | Oregon            |
| 5 (135)                   | Aric Morris      | Safety        | Michigan State    |
| 5 (160)                   | Frank Chamberlin | Linebacker    | Boston College    |
| 6 (197)                   | Robaire Smith    | Defensive End | Michigan State    |
| 7 (213)                   | Mike Green       | Running Back  | Houston           |
| 7 (237)                   | Wes Shivers      | Guard         | Mississippi State |

## Calendario
| Stagione regolare |                  |                         |           |
| Turno             | TV Ora           | Avversario              | Risultato |
| 1                 | ESPN 7:30 pm CDT | at Buffalo Bills        | S 13–16   |
| 2                 | CBS 12:00 pm CDT | Kansas City Chiefs      | V 17–14   |
| 3                 | Bye              | Bye                     | Bye       |
| 4                 | CBS 12:00 pm CDT | at Pittsburgh Steelers  | V 23–20   |
| 5                 | FOX 12:00 pm CDT | New York Giants         | V 28–14   |
| 6                 | CBS 12:00 pm CDT | at Cincinnati Bengals   | V 23–14   |
| 7                 | ABC 8:00 pm CDT  | Jacksonville Jaguars    | V 27–13   |
| 8                 | CBS 12:00 pm CDT | at Baltimore Ravens     | V 14–6    |
| 9                 | ABC 8:00 pm CDT  | at Washington Redskins  | V 27–21   |
| 10                | CBS 12:00 pm CDT | Pittsburgh Steelers     | V 9–7     |
| 11                | CBS 12:00 pm CDT | Baltimore Ravens        | S 23–24   |
| 12                | CBS 12:00 pm CDT | Cleveland Browns        | V 24–10   |
| 13                | CBS 3:15 pm CDT  | at Jacksonville Jaguars | S 13–16   |
| 14                | CBS 12:00 pm CDT | at Philadelphia Eagles  | V 15–13   |
| 15                | CBS 12:00 pm CDT | Cincinnati Bengals      | V 35–3    |
| 16                | CBS 12:00 pm CDT | at Cleveland Browns     | V 24–0    |
| 17                | ABC 8:00 pm CDT  | Dallas Cowboys          | V 31–0    |

### Playoff
Baltimore Ravens 24, Tennessee Titans 10
|        | 1 | 2 | 3 | 4  | Totale |
| ------ | - | - | - | -- | ------ |
| Ravens | 0 | 7 | 3 | 14 | 24     |
| Titans | 7 | 0 | 3 | 0  | 10     |

all'Adelphia Coliseum, Nashville, Tennessee
- Ora: 12:30 p.m. EST/11:30 a.m. CST
- Tempo atmosferico: 13 °C, nuvoloso
- Pubblico: 68.527
- Commentatori TV (CBS): Dick Enberg, Dan Dierdorf e Bonnie Bernstein

Malgrado l’avere guadagnato solo 134 yard in attacco, 6 primi down ed avere avuto 2 punt bloccati da Chris Coleman, i Ravens sbloccarono una situazione di parità 10–10 nel quarto periodo con un touchdown ritornato per 90 yard da Anthony Mitchell su un field goal bloccato di Al Del Greco, cui si aggiunsero altri 7 punti su un intercetto ritornato per 50 yard da Ray Lewis.

## Classifiche
| (1) Tennessee Titans | 13 | 3  | 0 | .813 | 346 | 191 | V4 |
| (4) Baltimore Ravens | 12 | 4  | 0 | .750 | 333 | 165 | V7 |
| Pittsburgh Steelers  | 9  | 7  | 0 | .563 | 321 | 255 | V2 |
| Jacksonville Jaguars | 7  | 9  | 0 | .438 | 367 | 327 | S2 |
| Cincinnati Bengals   | 4  | 12 | 0 | .250 | 185 | 359 | S1 |
| Cleveland Browns     | 3  | 13 | 0 | .188 | 161 | 419 | S5 |

Fonte: